# Michael Kayode
Michael Olabode Kayode (Borgomanero, 10 de julio de 2004) es un futbolista italiano que juega como defensa en el Brentford F. C. de la Premier League.

## Estadísticas

### Clubes
Actualizado al último partido disputado el 25 de mayo de 2025.
| Club                       | Div.          | Temporada     | Liga  | Liga  | Copas nacionales | Copas nacionales | Copas internacionales | Copas internacionales | Total | Total |
| Club                       | Div.          | Temporada     | Part. | Goles | Part.            | Goles            | Part.                 | Goles                 | Part. | Goles |
| -------------------------- | ------------- | ------------- | ----- | ----- | ---------------- | ---------------- | --------------------- | --------------------- | ----- | ----- |
| A. C. Gozzano · Italia     | 4.ª           | 2020-21       | 34    | 2     | ―                | ―                | ―                     | ―                     | 34    | 2     |
| A. C. Gozzano · Italia     | Total club    | Total club    | 34    | 2     | 0                | 0                | 0                     | 0                     | 34    | 2     |
| ACF Fiorentina · Italia    | 1.ª           | 2023-24       | 26    | 1     | 5                | 0                | 6                     | 0                     | 37    | 1     |
| ACF Fiorentina · Italia    | 1.ª           | 2024-25       | 5     | 0     | 0                | 0                | 7                     | 0                     | 12    | 0     |
| ACF Fiorentina · Italia    | Total club    | Total club    | 31    | 1     | 5                | 0                | 13                    | 0                     | 49    | 1     |
| Brentford F. C. Inglaterra | 1.ª           | 2024-25       | 12    | 0     | ―                | ―                | ―                     | ―                     | 12    | 0     |
| Brentford F. C. Inglaterra | Total club    | Total club    | 12    | 0     | 0                | 0                | 0                     | 0                     | 12    | 0     |
| Total carrera              | Total carrera | Total carrera | 77    | 3     | 5                | 0                | 13                    | 0                     | 95    | 3     |